# Се (Лісабон)
Се (порт. Sé; МФА: [ˈsɛ]) — парафія в Португалії, у муніципалітеті Лісабон. Розташована в західній частині країни, на теренах історичної португальської провінції Ештремадура. Входить до складу округу Лісабон. За адміністративним поділом, чинним до 1976 року, терени парафії були складовою провінції Ештремадура. Належить до Лісабонського патріархату Католицької церкви. Патрон — Діва Марія. Площа — 0,1200 км². Населення — 910 ос. (2011). Сильно урбанізований регіон. Густота населення — 7583,33 осіб/км²
. Код — 110652.

## Географія

Райони Лісабона
Зони Лісабона

## Населення
| Кількість мешканців | Кількість мешканців | Кількість мешканців | Кількість мешканців | Кількість мешканців | Кількість мешканців | Кількість мешканців | Кількість мешканців | Кількість мешканців | Кількість мешканців | Кількість мешканців | Кількість мешканців | Кількість мешканців | Кількість мешканців | Кількість мешканців |
| ------------------- | ------------------- | ------------------- | ------------------- | ------------------- | ------------------- | ------------------- | ------------------- | ------------------- | ------------------- | ------------------- | ------------------- | ------------------- | ------------------- | ------------------- |
| 1864                | 1878                | 1890                | 1900                | 1911                | 1920                | 1930                | 1940                | 1950                | 1960                | 1970                | 1981                | 1991                | 2001                | 2011                |
| 4 550               | 5 279               | 5 901               | 6 055               | 6 255               | 6 326               | 5 992               | 6 291               | 6 164               | 4 588               | 2 525               | 2 800               | 1 926               | 1 160               | 910                 |

## Пам'ятки
- Лісабонський собор — головний катедральний собор столиці.